# Z̦
Cette page contient des caractères spéciaux ou non latins. S’ils s’affichent mal (▯, ?, etc.), consultez la page d’aide Unicode.
Z̦ (minuscule : z̦), appelé Z virgule souscrite, est un graphème utilisé dans l’écriture du lutsi et qui était utilisé dans l'écriture du latgalien de Sibérie, du nénètse et du same.
Il s'agit de la lettre Z diacritée d'une virgule souscrite.

## Utilisations

### Latgalien
Le Z virgule souscrite a été utilisé dans une grammaire du latgalien de Sibérie de 1928.

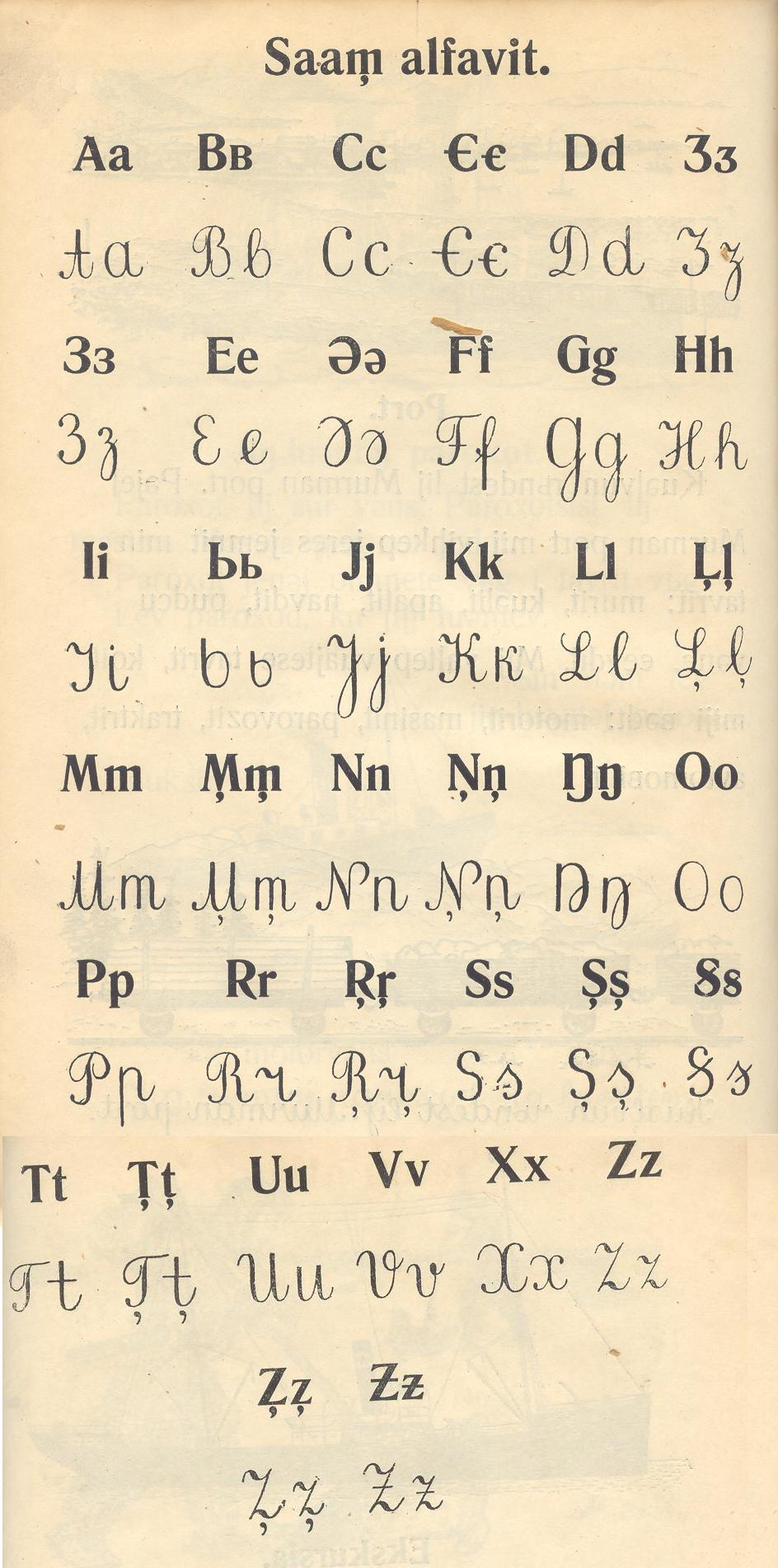
Alphabet same de 1933 utilisant le Z virgule souscrite.

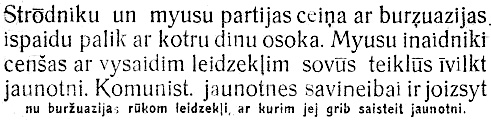
Paragraphe en latgalien de Sibérie avec le mot burz̦uazijas dans le Jaunais Latgalīts de juin 1928.

### Lutsi
Le Z virgule souscrite ‹ Z̦, z̦ › est utilisé dans l’orthographe lutsi proposée par Uldis Balodis à partir des années 2010, pour représenter une consonne fricative alvéolaire voisée palatalisée [zʲ],.

### Nénètse
En nénètse, le Z virgule souscrite ‹ Z̦, z̦ › était utilisé dans l’alphabet latin de 1931 pour représenter la consonne fricative alvéolaire voisée palatalisée : /zʲ/,.

### Same
En same de Kildin, le Z virgule souscrite ‹ Z̦, z̦ › était utilisé dans l’alphabet latin de 1933 pour représenter la consonne fricative alvéolaire voisée palatalisée : /zʲ/.

## Représentations informatiques
Le Z virgule souscrite peut être représenté avec les caractères Unicode suivant :
- décomposé (latin de base, diacritiques) :

| formes    | représentations | chaînes de caractères | points de code | descriptions                                            |
| --------- | --------------- | --------------------- | -------------- | ------------------------------------------------------- |
| capitale  | Z̦               | Z◌̦                    | U+005A U+0326  | lettre majuscule latine z diacritique virgule souscrite |
| minuscule | z̦               | z◌̦                    | U+007A U+0326  | lettre minuscule latine z diacritique virgule souscrite |